# Secretaria d'Estat d'Igualtat
La Secretaria d'Estat d'Igualtat d'Espanya és una de les dues Secretaries d'Estat de l'actual Ministeri de la Presidència, Relacions amb les Corts i Igualtat. Des de juny de 2018 la sociòloga Soledad Murillo de la Vega està al capdavant de la secretaria.
Té com a objectiu executar les directrius del ministeri en polítiques dirigides a fer real i efectiva la igualtat entre dones i homes i l'erradicació de tota forma de discriminació, així com l'erradicació de la Violència contra la dona i la violència contra el col·lectiu LGBT.

## Història i antecedents
Les polítiques d'igualtat del govern d'Espanya desenvolupades durant el govern de José Luis Rodríguez Zapatero de 2004 a 2008 van tenir rang de Secretaria General d'Igualtat en el Ministeri d'Ocupació i Afers Socials liderat per Jesús Caldera. El seu titular va ser Soledad Murillo de la Vega.
L'any 2008 en el segon mandat de govern de José Luis Rodríguez Zapatero es va elevar les polítiques d'igualtat a rang ministerial creant específicament per a això un Ministeri d'Igualtat al capdavant del qual va situar Bibiana Aído.
La Secretaria d'Estat d'Igualtat va ser creada per primera vegada a l'octubre de 2010 per desenvolupar les polítiques d'igualtat en el Ministeri de Sanitat, Política Social i Igualtat amb Leire Pajín al capdavant. La primera persona nomenada per assumir el càrrec va ser Bibiana Aído, fins llavors ministra d'Igualtat.
Durant els governs del Partit Popular liderats per Mariano Rajoy aquesta secretaria d'estat es va transformar en Secretaria d'Estat de Serveis Socials i Igualtat en el Ministeri de Sanitat, Serveis Socials i Igualtat sent ocupada per Juan Manuel Moreno Bonilla (2011-2014), Susana Camarero Benítez (2014-2016) i Mario Garcés (novembre de 2016-juny de 2018)
El juny de 2018 la vicepresidenta Carmen Calvo al govern de Pedro Sánchez va recuperar la Secretaria d'Estat d'Igualtat separant-la de serveis socials, en el Ministeri de la Presidència, Relacions amb les Corts i Igualtat nomenant a la sociòloga feminista Soledad Murillo de la Vega al capdavant de la Secretaria.

## Funcions
D'acord amb el Reial decret 816/2018, a la Secretaria d'Estat d'Igualtat li corresponen la següents funcions:
- El seguiment de l'aplicació i desenvolupament normatiu de la Llei per a la igualtat efectiva de dones i homes.
- El seguiment de l'aplicació i desenvolupament normatiu de la Llei orgànica de mesures de protecció integral contra la violència de gènere.
- La coordinació de les polítiques de l'Administració General de l'Estat en matèria d'igualtat de tracte i d'oportunitats, amb especial referència a la igualtat entre homes i dones, així com el desenvolupament de polítiques de cooperació amb les administracions de les comunitats autònomes i entitats locals en matèries de la seva competència, sense perjudici de les competències atribuïdes a altres Departaments.
- L'impuls de mesures de foment de la igualtat de tracte i d'oportunitats, amb especial referència a la igualtat entre homes i dones, i l'ampliació de garanties i drets ciutadans, mitjançant el desenvolupament de polítiques que abordin problemes de desigualtat concrets adaptats a les necessitats pròpies de diferents grups de persones, sense perjudici de les competències atribuïdes a altres Departaments.
- La proposta, formulació, coordinació, seguiment i avaluació de les polítiques de l'Administració General de l'Estat tendents a l'eliminació de totes les formes de violència contra la dona en col·laboració amb les institucions de l'Estat i Administracions públiques amb competències en la matèria, així com amb les organitzacions de la societat civil.
- La participació, al costat dels òrgans corresponents del Ministeri de Treball, Migracions i Seguretat Social, en la promoció de polítiques dirigides a garantir la igualtat de tracte i d'oportunitats entre dones i homes en l'ocupació i l'ocupació, i a reduir la discriminació laboral i la desocupació femenina, tenint com a objectiu la plena ocupació i la reducció de les diferències existents entre les percepcions salarials d'homes i dones.
- El foment de les mesures de corresponsabilitat social que afavoreixi la conciliació de la vida personal, familiar i laboral.
- La proposta de normes i mesures per a la lluita contra la tracta de dones amb finalitats d'explotació sexual, així com la seva coordinació, seguiment i avaluació.
- En col·laboració amb els òrgans corresponents del Ministeri d'Afers Exteriors, Unió Europea i Cooperació d'Espanya, la supervisió i el seguiment dels acords internacionals en matèria d'igualtat, l'organització i participació d'Espanya en els cims i esdeveniments internacionals, l'elaboració d'informes per a les institucions internacionals i el seguiment dels projectes i trobades internacionals relacionades amb la igualtat impulsats pel Govern d'Espanya, sense perjudici de les competències de la Secretaria General Tècnica del Departament en aquesta matèria.
- La participació en l'elaboració, desenvolupament i aplicació de les polítiques comunitàries d'ocupació, en particular de la Estratègia Europa 2020.
- Promoure la igualtat i la no discriminació per raó de sexe, orientació sexual o identitat de gènere, origen racial o ètnic, religió o ideologia, edat, discapacitat o qualsevol altra condició o circumstància personal o social, en l'àmbit educatiu, en col·laboració amb el Ministeri d'Educació i Formació Professional.
- Supervisió del marc legislatiu de protecció en l'ocupació i la no discriminació per orientació sexual i identitat de gènere.
- Anàlisi del marc legislatiu per a la no discriminació de persones LGBTI.
- Recopilació de dades i anàlisis estadístiques relatives als delictes d'odi comesos contra persones LGBTI en col·laboració amb els departaments ministerials competents en la matèria, així com l'estudi sobre el maltractament dins de les relacions en persones LGBTI.
- Promoció de campanyes de sensibilització per a la no discriminació per orientació sexual i identitat de gènere.
- Coordinació i seguiment de les polítiques públiques dins de la Unió Europea i els organismes internacionals competents en diversitat.

## Estructura
De la Secretaria d'Estat d'Igualtat depenen els següents òrgans:
- La Delegació del Govern per a la Violència de Gènere, amb rang de Direcció general.
- La Direcció general per a la Igualtat de Tracte i Diversitat.
- El Gabinet de la Secretaria d'Estat.
- L'Advocacia de l'Estat en el Departament.
- La Intervenció Delegada de la Intervenció General de l'Administració de l'Estat en l'àmbit de la Secretaria d'Estat.

### Organismes dependents
- Instituto de la Mujer